# Tomoko Igata
Tomoko Igata est une pilote de moto japonaise, née le 30 octobre 1965. 

## Biographie
Tomoko Igata débute à la fin des années 1980 en championnat du Japon de superbike, dont elle devient une grande animatrice. Ces résultats lui permettent de se faire engager dans une écurie en championnat du monde : elle devient ainsi en 1992 l'une des rares femmes à prendre le départ d'une course. 
En 1995, elle est engagée dans une équipe pour la durée de la saison. Dès le Grand Prix moto de Malaisie, disputé sous des trombes d'eau, elle se met en évidence en terminant 8e. Puis elle réussit à finir 7e à Brno. Mais elle retourne au Japon à la fin de la saison, faute de contrat. Elle ne fera plus de grande performances. 